# Death Is Not Glamorous
Death Is Not Glamorous sind eine seit Winter 2004 bestehende Melodic-Hardcore- und Hardcore-Punk-Band aus dem norwegischen Oslo.

## Geschichte
Die Band wurde 2004 vom Sänger Christian Medaas zusammen mit den Gitarristen Terje Moxness Kortner und Espen Bjerved gegründet. Daraufhin schloss sich der ehemalige Schlagzeuger von Damage Control, Even Skår, der neuen Gruppe an. Später folgten Emanuele Lapponi und Mathias Albinsson als Bassisten, um schnellen, melodiösen Hardcore zu spielen. Nach den ersten Auftritten und den ersten Demos folgte ein Vertrag mit dem englischen Label Dead and Gone Records. Auf diesem erfolgte die Veröffentlichung des ersten Albums Wide Eyes. Danach war die Gruppe sehr viel auf Tour, unter anderem mit Hoods Up. Seit 2014 gibt es kein Lebenszeichen der Band mehr. Schon 2011 spielten Schlagzeuger Skår und der damalige Bassist Lapponi in der Band Bouvet und Sänger Medaas und Gitarrist Bjerved in der norwegischen Punkband Problems, die 2016 ein Album veröffentlichte.

## Stil
Death Is Not Glamorous orientieren sich am klassischen Old-School-Hardcore mit melodischen Gesangseinlagen und Gitarrenriffs, wobei auch gelegentlich New-School-Einflüsse vorhanden sind. Das Gesamtbild als melodische Band der "alten Schule" wird dadurch aber nicht sonderlich beeinträchtigt. Inhaltlich vertritt die Band unter anderem eine Ablehnung von organisierter Religion; Sänger Medaas bezeichnete das Christentum in einem Interview als „patriarchalisch, sexistisch, homophob und gewaltfördernd“.

## Diskografie
- 2006: Undercurrents (EP, Dead and Gone Records)
- 2007: Split-EP mit Down and Outs (Dead and Gone Records)
- 2007: Split-EP mit Another Year (Cycle Records)
- 2008: Soft Clicks (Blacktop Records)
- 2011: Spring Forward (EP, Fysisk Format)
- 2013: Split-EP mit Shook Ones (Run for Cover Records)